# Andy Lutter
Andy Lutter (* 26. November 1959 in München, Bayern) ist ein deutscher Musiker und Komponist.

## Leben
Ab 1975 spielte Lutter in verschiedenen Münchner Bands und komponierte bereits vor seinem Abitur diverse Klavierstücke. Nach dem Besuch der Jazzschule München bei Joe Haider und dem Abschluss des Kompositionsstudiums am Richard Strauss Konversatorium nahm er ab 1985 an zahlreichen Theater- und Musicalproduktionen teil und gründete im gleichen Jahr das Andy Lutter Jazz-Trio. Nach seiner Tätigkeit 1986 als Pianist bei Werner Schneyder folgten zahlreiche Auftritte mit Jazzbands, Kompositionen für Musiker wie Gottfried Schlögl, Sissi Perlinger und andere. Ab 1987 war Lutter Keyboarder bei den Münchner Symphonikern und komponierte dann ab 1992 Filmmusik und Musicals. Von 1999 bis 2000 war er musikalischer Leiter und Songkomponist der Münchner Lach- und Schießgesellschaft.  
Seit 2001 ist Lutter Vorsitzender der Jazzinitiative München, die jährlich das Jazzfest München veranstaltet.

## Auszeichnungen
- 1992 Ralph Benatzky Chansonwettbewerb Hamburg, 1. Preis

## Diskographische Hinweise
- Nichtendende Geschichten Andy-Lutter-Trio feat. Peter Bockius und Sunk Pöschl, Extra Records (1988)
- &nd vergißt die Zeit, Andy-Lutter-Trio feat. Henning Sieverts und Sunk Pöschl, Extra Records (1997)
- Lieder zwischen heut’ & morgen Simone Solga, Lamu Records (2001)
- Flügelschlag! Gert Wilden jr., Ralf Schmid, Andy Lutter,  Obliqsound (2002)
- The Rose Island Jazz Ensemble feat. Andy Lutter, Gerhard Gschlößl, Ulrich Wangenheim, Alex Haas, Stefan Nölle, Gabi Welker, Galileo Records (2004)
- The Man behind – a Tribute to Billy Strayhorn Thomas de Lates & Andy Lutter Trio, LPM (2013)
- Cafe Paranoia Andy Lutter Trio & Tina May, 33jazz records (2018)
- Blattgold Ecco Meineke. Chansons. Andy Lutter, (2019)

## Werke (Auszug)
- 1994 Kompositionen für Werner Schneyders „Abschiedsabend“
- 1995 Chansonprogramm „Alles über Eva“ mit April Hailer
- 1997 Entwurf und Komposition des Musicals „Die Roy-Black-Story“
- 1999 Kompositionen Münchner Münchner Lach- und Schießgesellschaft „Deutsch mit Schuß“ mit Klaus Peter Schreiner, Mike Eberle, Simone Solga, Hans-Jürgen Silbermann
- 2003 Komposition und Produktion der Filmmusik zu Die Verbrechen des Professor Capellari als Partner von Gert Wilden jr.
- 2004 Komposition und Produktion der Filmmusik zu „Vera, die Frau des Sizilianers“ als Partner von Gert Wilden jr.
- 2007 Kompositionen für Zwei Ärzte sind einer zu viel (Teil I-IV) mit Christiane Hörbiger und Elmar Wepper
- 2019 BLATTGOLD  Ecco Meineke & Andy Lutter - Chansons
- 2020 Helikoptergeld, Song und Videoprojekt mit u. a. Andi Mross[4]